# Nagyvisnyó
Nagyvisnyó is een plaats (község) en gemeente in het Hongaarse comitaat Heves. Nagyvisnyó telt 1103 inwoners (2002).